# Detroit Lions 2016
La stagione 2016 dei Detroit Lions è stata la 87ª della franchigia nella National Football League e la terza con Jim Caldwell come capo-allenatore. Dopo il licenziamento del general manager Martin Mayhew a metà della stagione precedente, Bob Quinn fu assunto l'8 gennaio 2016 come suo sostituto. Questa fu la prima stagione in oltre quarant'anni che la squadra ebbe un proprio corpo di cheerleader. I Lions migliorarono il loro record di 7–9 del 2015, assicurandosi un posto nei playoff dopo l'assenza dell'anno precedente. Nel turno delle wild card il club fu subito eliminato dai Seattle Seahawks, portando la sua striscia di sconfitte consecutive nella post-season a 9.

## Scelte nel Draft 2016
| Scelte dei Lions nel Draft 2016 |        |                   |       |                  |        |
| Giro                            | Scelta | Giocatore         | Ruolo | College          | Nota   |
| 1                               | 16     | Taylor Decker     | OT    | Ohio State       | [ 4 ]  |
| 2                               | 46     | A'Shawn Robinson  | DT    | Alabama          | [ 5 ]  |
| 3                               | 95     | Graham Glasgow    | C     | Michigan         | [ 6 ]  |
| 4                               | 111    | Miles Killebrew   | SS    | Southern Utah    | [ 7 ]  |
| 5                               | 151    | Joe Dahl          | OG    | Washington State | [ 8 ]  |
| 5                               | 169    | Antwione Williams | LB    | Georgia Southern | [ 9 ]  |
| 6                               | 191    | Jake Rudock       | QB    | Michigan         | [ 10 ] |
| 6                               | 202    | Anthony Zettel    | DT    | Penn State       | [ 11 ] |
| 6                               | 210    | Jimmy Landes      | LS    | Baylor           | [ 12 ] |
| 7                               | 236    | Dwayne Washington | RB    | Washington       | [ 13 ] |

|  | Scelta compensatoria |

## Staff
| Staff dei Detroit Lions nel 2016 |
| --- |
| Organi dirigenziali - Proprietario: Martha Firestone Ford - Presidente: Rod Wood - General manager: Bob Quinn Capo allenatore - Jim Caldwell - Assestinte/Offensive line – Ron Prince Altri allenatori - Preparatore atletico – Harold Nash - Assistente – Josh Schuler Allenatori dell'attacco - Coordinatore dell'attacco: Jim Bob Cooter - Quarterback – Brian Callahan - Running Back – David Walker - Wide Receiver – Robert Prince - Tight End – Al Golden - Controllo qualità/Offensive Line - Michael McCarthy - Assistente/Ricerca & Analisi - Evan Rothstein Allenatori della difesa - Coordinatore della difesa: Teryl Austin - Defensive Line – Kris Kocurek - Assistente/Defensive End – Matt Raich - Linebacker – Bill Sheridan - Defensive Back/Safety – Alan Williams - Defensive Back/Cornerback – Tony Oden - Controllo qualità - Steve Williams - Assistente senior – Gunther Cunningham Allenatori dello special team - Coordinatore dello Special Team: Joe Marciano - Assistente - Devin Fitzsimmons |

## Roster
| Roster dei Detroit Lions nel 2016 |
| --- |
| Quarterback - 8 Dan Orlovsky - 9 Matthew Stafford Running Back - 46 Michael Burton FB - 30 Justin Forsett - 25 Theo Riddick - 36 Dwayne Washington - 34 Zach Zenner Wide Receiver - 80 Anquan Boldin - 10 Corey Fuller - 11 Marvin Jones - 12 Andre Roberts - 15 Golden Tate Tight End - 85 Eric Ebron - 84 Clay Harbor - 82 Matthew Mulligan Offensive Linemen - 66 Joe Dahl G - 68 Taylor Decker T - 60 Graham Glasgow C - 77 Cornelius Lucas T - 71 Riley Reiff T - 70 Corey Robinson T - 64 Travis Swanson C - 72 Laken Tomlinson G - 75 Larry Warford G Defensive Linemen - 94 Ezekiel Ansah DE - 96 Stefan Charles DT - 51 Brandon Copeland DE - 61 Kerry Hyder DE - 92 Haloti Ngata DT - 91 A'Shawn Robinson DT - 98 Devin Taylor DE - 99 Khyri Thornton DT - 93 Tyrunn Walker DT - 69 Anthony Zettel DE Linebacker - 50 Thurston Armbrister OLB - 57 Josh Bynes OLB - 54 DeAndre Levy OLB - 59 Tahir Whitehead ILB - 52 Antwione Williams OLB Defensive Back - 29 Johnson Bademosi CB - 39 Johnthan Banks CB - 38 Adairius Barnes CB - 31 Rafael Bush SS - 26 Don Carey FS - 28 Quandre Diggs CB - 35 Miles Killebrew SS - 24 Nevin Lawson CB - 27 Glover Quin FS - 23 Darius Slay CB - 32 Tavon Wilson SS Special Team - 6 Sam Martin P - 48 Don Muhlbach LS - 5 Matt Prater K Lista delle riserve - 21 Ameer Abdullah RB (IR) - 97 Armonty Bryant DE (Sospeso) - 55 Jon Bostic ILB (IR) - 42 Jimmy Landes LS (IR) - 87 Brandon Pettigrew TE (PUP) - 18 Ryan Spadola WR (IR) - 40 Ian Wells CB (IR) - 89 Cole Wick TE (IR) - 83 Tim Wright TE (IR) Squadra di allenamento - 16 Jace Billingsley WR - 33 Alex Carter CB - 47 Brandon Chubb OLB - 13 TJ Jones WR - 86 Khari Lee TE - 58 Steve Longa ILB - 74 Matt Rotheram G - 14 Jake Rudock QB - 63 Brandon Thomas G - 45 Charles Washington CB 53 attivi, 10 inattivi, 9 nella squadra di allenamento |
| Legenda - I rookie sono in corsivo. - Il primo ruolo è il principale mentre gli eventuali successivi indicano i ruoli secondari. - (IR) sta per Injured Reserve ed indica la lista ristretta per un solo giocatore infortunato che può tornare ad allenarsi dopo la settimana 6 e a rientrare in prima squadra dopo che questa ha giocato 8 partite. - (NF-Inj.) / (NF-Ill.) stanno rispettivamente per Non-Football Injured e Non-Football Illness ed indicano le liste dove viene inserito un giocatore che ha un infortunio o una malattia non dipendente dal football americano. - (PUP) sta per Physically Unable to Perform ed indica la lista dove viene inserito un giocatore mentre è in attesa di recuperare la condizione fisica. Nella stagione regolare dopo la sesta partita giocata dalla propria squadra, il giocatore ha tempo tre settimane per riprendere ad allenarsi, più tre settimane aggiuntive dal suo rientro agli allenamenti per rientrare in prima squadra. |

## Calendario

### Stagione regolare
| Turno | Data               | Avversario            | Risultato          | Record             | Stadio                  | NFL.com recap      |
| ----- | ------------------ | --------------------- | ------------------ | ------------------ | ----------------------- | ------------------ |
| 1     | 11/9               | at Indianapolis Colts | V 39–35            | 1–0                | Lucas Oil Stadium       | Recap              |
| 2     | 18/9               | Tennessee Titans      | S 15–16            | 1–1                | Ford Field              | Recap              |
| 3     | 25/9               | at Green Bay Packers  | S 27–34            | 1–2                | Lambeau Field           | Recap              |
| 4     | 2/10               | at Chicago Bears      | S 14–17            | 1–3                | Soldier Field           | Recap              |
| 5     | 9/10               | Philadelphia Eagles   | V 24–23            | 2–3                | Ford Field              | Recap              |
| 6     | 16/10              | Los Angeles Rams      | V 31–28            | 3–3                | Ford Field              | Recap              |
| 7     | 23/10              | Washington Redskins   | V 20–17            | 4–3                | Ford Field              | Recap              |
| 8     | 30/10              | at Houston Texans     | S 13–20            | 4–4                | NRG Stadium             | Recap              |
| 9     | 6/11               | at Minnesota Vikings  | V 22–16 (DTS)      | 5–4                | U.S. Bank Stadium       | Recap              |
| 10    | Settimana di pausa | Settimana di pausa    | Settimana di pausa | Settimana di pausa | Settimana di pausa      | Settimana di pausa |
| 11    | 20/11              | Jacksonville Jaguars  | V 26–19            | 6–4                | Ford Field              | Recap              |
| 12    | 24/11              | Minnesota Vikings     | V 16–13            | 7–4                | Ford Field              | Recap              |
| 13    | 4/12               | at New Orleans Saints | V 28–13            | 8–4                | Mercedes-Benz Superdome | Recap              |
| 14    | 11/12              | Chicago Bears         | V 20–17            | 9–4                | Ford Field              | Recap              |
| 15    | 18/12              | at New York Giants    | S 6–17             | 9–5                | MetLife Stadium         | Recap              |
| 16    | 26/12              | at Dallas Cowboys     | S 21–42            | 9–6                | AT&T Stadium            | Recap              |
| 17    | 1/1                | Green Bay Packers     | S 24–31            | 9–7                | Ford Field              | Recap              |

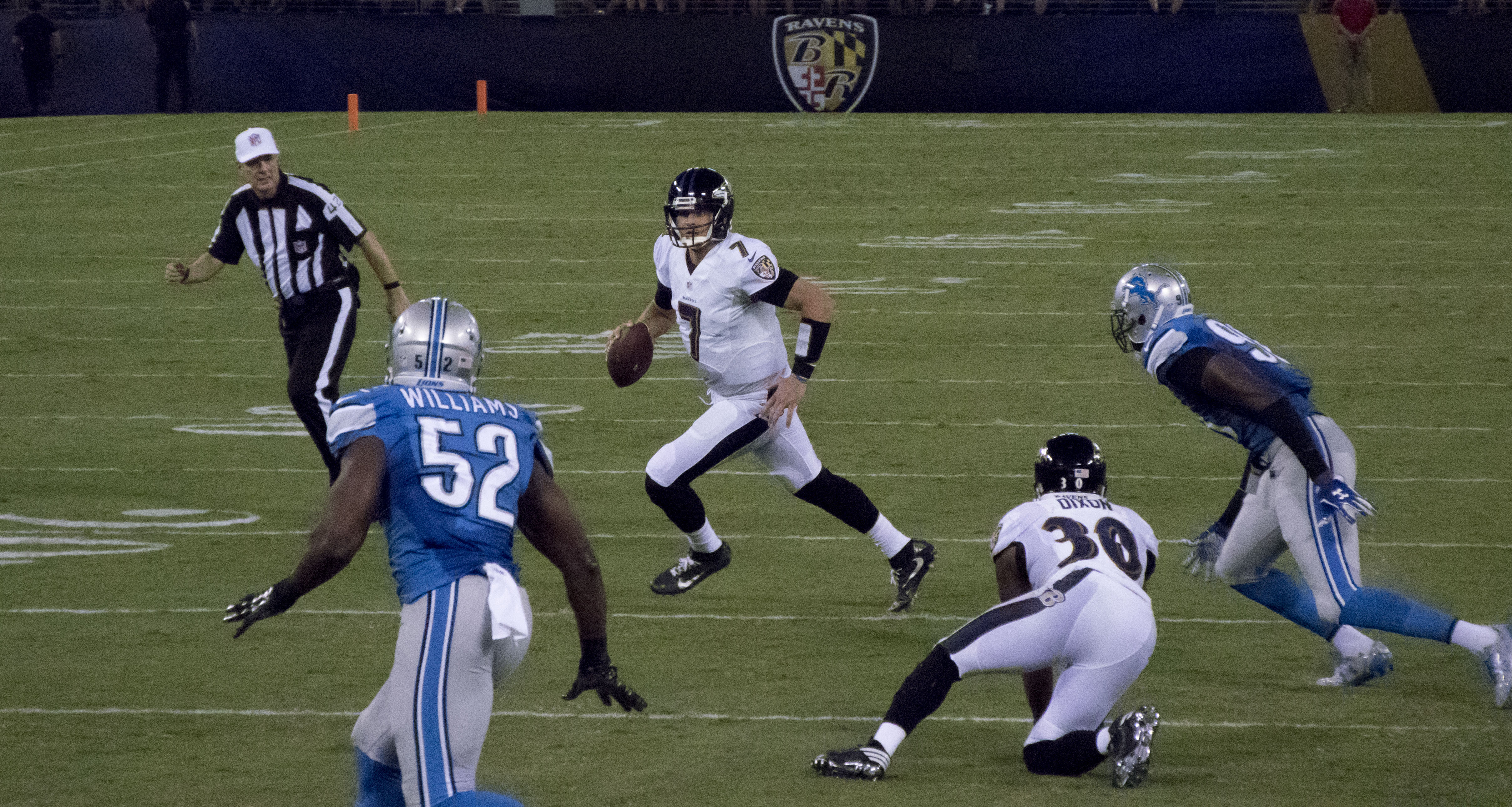
La gara di pre-stagione a Baltimora

Note: Gli avversari della propria division sono in grassetto.

### Playoff
| Turno     | Data | Avversario (seed)       | Risultato | Record | Stadio            | NFL.com recap |
| --------- | ---- | ----------------------- | --------- | ------ | ----------------- | ------------- |
| Wild Card | 7/1  | at Seattle Seahawks (3) | S 6–26    | 0–1    | CenturyLink Field | Recap         |